# 南蔵院 (足立区)
南蔵院（なんぞういん）は、東京都足立区にある真言宗智山派の寺院。新四国四箇領八十八箇所霊場第6番札所。

## 歴史
1619年（元和4年）、空深上人によって開山された。武蔵国足立郡安行村（現・埼玉県川口市）の宝厳院の隠居寺として創建された。
本尊の大日如来は、行基の作といわれている。また当寺所蔵の薬師如来は恵心僧都源信の作とされる。如意輪観音は、東京百観音87番に指定されている。

## 交通アクセス
- 八潮駅より徒歩20分（経路案内）。